# Chymomyza coxata
Chymomyza coxata är en tvåvingeart som beskrevs av Wheeler 1952. Chymomyza coxata ingår i släktet Chymomyza och familjen daggflugor. Inga underarter finns listade i Catalogue of Life.